# الیاس اشمول
الیاس اشمول (‎/ɪlaɪʌs æʃmoʊl/‎) به انگلیسی: Elias Ashmole (۲۳ مه ۱۶۱۷- ۱۸مه ۱۶۹۲) عتیقه‌شناس، سیاستمدار، مسئول نشان‌ها، کیمیاگر، اخترشناس انگلیسی است که از نظام سلطنتی در دوران جنگهای داخلی انگلستان به نفع چارلز دوم حمایت کرد.
وی عتیقه‌شناس و بسیار متمایل به روش بیکن برای مطالعه طبیعت بود. کتابخانه او نگرش فکری او را منعکس می کرد، از جمله آثاری در مورد تاریخ انگلیس، حقوق، سکه شناسی، کروگرافی، کیمیاگری، طالع بینی، ستاره شناسی و گیاه شناسی. اگرچه او یکی از بنیانگذاران انجمن سلطنتی، یک موسسه کلیدی در توسعه علوم تجربی بود، اما علایق او عتیقه‌ای و عرفانی و همچنین علمی بود. او یک فراماسون اولیه بود، اگرچه میزان مشارکت و تعهد او نامشخص است. او در طول زندگی خود یک گردآورنده مشتاق کنجکاوی ها و دیگر مصنوعات بود. بسیاری از آنها را از مسافر، گیاه شناس و کلکسیونر جان تریدسکانت جوان به دست آورد. اشمول بیشتر مجموعه خود، کتابخانه باستانی و دست نوشته های قیمتی خود را برای ایجاد موزه اشمولین به دانشگاه آکسفورد اهدا کرد.

## وکیل، سلطنت طلب و فراماسون
اشمول در ۲۳ مه ۱۶۱۷  در خیابان بریدمارکت، لیچفیلد، استافوردشایر به دنیا آمد.خانواده او سرشناس بودند، اما در زمان تولد اشمول، ثروتشان کاهش یافته بود. مادر او، آن، دختر یک پارچه‌فروش ثروتمند کاونتری، آنتونی بویر، و یکی از بستگان جیمز پاجت، بارون خزانه‌داری بود. پدرش، سیمون اشمول (١٥٨٩-١٦٣٤)، یک زین‌باز بود که به عنوان سرباز در ایرلند و اروپا خدمت کرده بود. الیاس اشمول در مدرسه گرامر لیچفیلد (مدرسه پادشاه ادوارد ششم کنونی) شرکت کرد و در کلیسای جامع لیچفیلد به عنوان خواننده خوانندگی مشغول شد. در سال ١٦٣٣ به عنوان مربی پسران پاژه برای زندگی به لندن رفت و در سال ١٦٣٨ با کمک جیمز پاجت به عنوان وکیل واجد شرایط شد. او از یک فعالیت حقوقی موفق در لندن لذت برد و با النور مینوارینگ (١٦٠٣-١٦٤١)، یکی از اعضای خانواده اشرافی چشایر، ازدواج کرد که در حالی که باردار بود درگذشت، [5] تنها سه سال بعد در ٦ دسامبر ١٦٤١.[2] اشمول هنوز در اوایل بیست سالگی خود اولین گام ها را به سمت موقعیت و ثروت برداشته بود. او همچنین با سرلشکر چارلز ورسلی (که در ١٢ ژوئن ١٦٥٦ درگذشت و در کلیسای وستمینستر به خاک سپرده شد)، برادر شوهر خواهرش، مری اشمول، که با جان بوث از سالفورد ازدواج کرد، متحد شد.
اشمول از چارلز اول در جنگ داخلی حمایت کرد. در آغاز جنگ در سال ١٦٤٢، او لندن را به مقصد خانه پدر همسرش، پیتر مینوارینگ از اسمال وود، چشایر ترک کرد. در آنجا او تا سال ١٦٤٤ زندگی بازنشسته ای داشت، زمانی که او به عنوان کمیسر پادشاه در لیچفیلد منصوب شد.[6] بلافاصله پس از آن، به پیشنهاد جورج وارتون، یک ستاره شناس برجسته با ارتباطات قوی دربار، اشمول یک پست نظامی در آکسفورد دریافت کرد، جایی که او به عنوان افسر مهمات برای نیروهای پادشاه خدمت کرد. در اوقات فراغت خود، ریاضیات و فیزیک را در اقامتگاه خود، کالج Brasenose مطالعه کرد.[7] در آنجا علاقه عمیقی به ستاره شناسی، طالع بینی و جادو پیدا کرد.[2] در اواخر سال ١٦٤٥، او آکسفورد را ترک کرد تا سمت کمیسر مالیات در ووستر را بپذیرد. اشمول پست نظامی اضافی کاپیتان را در هنگ پیاده لرد آستلی، بخشی از پیاده نظام سلطنتی، دریافت کرد، اگرچه به عنوان یک ریاضیدان، او به موقعیت های توپخانه اعزام شد. به نظر می رسد که او هرگز در هیچ جنگ واقعی شرکت نکرده است.[8]